# Colli Romagna Centrale
Colli Romagna Centrale (dt. Hügel der Zentralromagna) ist ein italienisches Weinbaugebiet in der Provinz Forlì-Cesena, Region Emilia-Romagna, das seit 2001 eine „kontrollierte Herkunftsbezeichnung“ (Denominazione di origine controllata – DOC) besitzt, die zuletzt am 7. März 2014 aktualisiert wurde.

## Anbaugebiet
Der Anbau und die Vinifikation sind gestattet in den Gemeinden Borghi, Castrocaro Terme e Terra del Sole, Civitella, Dovadola, Galeata, Meldola, Mercato Saraceno, Modigliana, Montiano, Predappio, Roncofreddo, Rocca San Casciano, Santa Sofia, Sarsina und Sogliano sowie in Teilen der Gemeinden von Bertinoro, Cesena, Forlì, Forlimpopoli, Longiano und Savignano sul Rubicone – alle in der Provinz Forlì-Cesena.

## Erzeugung
Unter dieser Bezeichnung werden folgende Weine erzeugt:
Verschnittweine
- Colli Romagna Centrale Bianco: muss zu mindestens 50–60 % aus der Rebsorte Chardonnay und zu 40–50 % aus Bombino, Sauvignon Blanc, Trebbiano und/oder Pinot Bianco (einzeln oder gemeinsam) bestehen.
- Colli Romagna Centrale Rosso: (auch als „Riserva“) muss zu mindestens 50–60 % aus der Rebsorte Cabernet Sauvignon und zu 40–50 % aus Sangiovese, Barbera, Merlot und/oder Montepulciano (einzeln oder gemeinsam) bestehen.

Fast sortenreine Weine
Die folgenden Weine bestehen zu mindestens 85 % aus der genannten Rebsorte. Höchstens 15 % andere analoge Rebsorten, die für den Anbau in der Region Emilia-Romagna zugelassen sind, dürfen zugesetzt werden:
- Colli Romagna Centrale Cabernet Sauvignon (auch als „Riserva“)
- Colli Romagna Centrale Trebbiano (Trebbiano Romagnolo)

Sortenreine Weine (müssen zu 100 % aus der genannten Rebsorte bestehen)
- Colli Romagna Centrale Chardonnay (auch als „Riserva“)
- Colli Romagna Centrale Sangiovese (auch als „Riserva“)